# West Records
West Records — лейбл звукозаписи в Республике Беларусь.

## Деятельность
Компания занимается выпуском и продвижением релизов белорусских групп и исполнителей. Под маркой West Records вышло большинство наиболее популярных белорусских записей 2000-х, среди которых трибьют Depeche Mode, альбомы J:Морс, Тяни-Толкай, Atlantica, Алексея Хлестова, Нестандартного Варианта, IQ48, N.R.M., Крамбамбули, Без Билета, Hair Peace Salon вместе с Jitters, Open Space и много других. При этом в своём каталоге лейбл старается представить максимально широкий спектр белоруской музыки, от ска до оперы.
West Records также является локальным дистрибьютором каталогов всемирно известных лейблов: Sony BMG, Universal, EMI. Компания распространяет лицензионную продукцию всех крупных российских компаний, среди которых «Мистерия Звука», «Монолит», «Мегалайнер», «CD Land», «Никитин» и многочисленных других. Активная деятельность West Records в области дистрибуции  содействует стабильному увеличению доли лицензионной продукции на белорусским рынке.
Как сообщала Елена Акундо из «Белорусской газеты» в 2003 году, Комитет государственного контроля Республики Беларусь наложил штраф на сумму более $600000 на компанию за нарушения в её финансово-хозяйственной деятельности.
В 2010 году лейбл вместе с порталом TUT.BY продуцировал «Шоу Лауринаса и Мусиэгле» с участием отечественных деятелей шоу-бизнеса.

## Признание
По результатам вручения редакционных наград музыкальным порталом Experty.by трижды подряд признавался лучшим рекорд-лейблом (в 2008, 2009 и 2010 годах).
Олег Климов, экс-главный редактор «Музыкальной газеты», как колумнист БелаПАН в 2010 году назвал лейбл, в чьём каталоге посредственные альбомы встречаются редко, выдающимся.

## Полезные ссылки
- West Records Архивная копия от 8 апреля 2019 на Wayback Machine на Prastora.by